# Olaf Schmidt (Skispringer)
Olaf Schmidt ist ein ehemaliger deutscher Skispringer. Er gehörte dem SC Dynamo Klingenthal an.
Schmidt startete in der Saison 1979/80 bei zwei Weltcup-Springen im polnischen Zakopane. Dabei stand er in seinem ersten Springen bereits mit dem 3. Platz das erste Mal auf dem Podium. Im zweiten Springen erreichte er den 4. Platz und verpasste so das Podest nur knapp. Trotz dieser guten Leistung waren es die einzigen beiden Weltcup-Springen in seiner Karriere. Am Ende der Saison belegte er gemeinsam mit seinem Landsmann Jochen Danneberg mit 27 Punkten den 33. Platz in der Weltcup-Gesamtwertung.

## Erfolge

### Weltcupplatzierungen
| Saison  | Platz | Punkte |
| ------- | ----- | ------ |
| 1979/80 | 33.   | 27     |